# 사카이 마사토 (수영 선수)
사카이 마사토(일본어: 坂井 聖人, 1995년 6월 6일 ~ )는 일본의 수영 선수이다. 주 종목은 접영이며, 2016년 하계 올림픽 접영 200m 종목에서 은메달을 획득했다.